# Албегов, Борис Харитонович
Борис Харитонович Албегов (род. 12 апреля 1962, Верхний Згид Северо-Осетинская АССР, СССР) — глава администрации г. Владикавказа

## Биография
Окончил экономический факультет СОГУ им. К. Л. Хетагурова по специальности экономика труда, факультет государственного и муниципального управления Выпускник аспирантуры при Институте социально-политических исследований РАН. Кандидат экономических наук. Российской Академии Государственной службы при Президенте РФ.
Трудовую деятельность начал в 1985 году в должности механика электрических сетей, позднее в том же году работал фрезеровщиком камня карьероуправления «Росмраморгранит».
С 1987 года по 1988 год — начальник автоколонны № 2, ОПАП-1.
С 1995 года по 1998 год — начальник отдела — заместитель директора Департамента по промышленности, поддержке и развитию малого предпринимательства министерства экономики Республики Северная Осетия — Алания.
С декабря 2000 года — председатель Комитета Парламента Республики Северная Осетия — Алания по промышленности, строительству и предпринимательству.
С 2002 года по 2006 год являлся заместителем генерального директора ОАО «Кавказская энергетическая управляющая компания» РАО ЕЭС России.
С 2006 по 2007 год — заместитель генерального директора ОАО «Южная сетевая компания».
В декабре 2007 года стал председателем Комитета Парламента Республики Северная Осетия — Алания по промышленности, транспорту, связи и предпринимательству.
В 2010-2011 годах являлся управляющим директором ОАО «Севкавказэнерго».
В 2011 году занимал должность генерального директора «Владикавказэнерго».
В июне 2015 году назначен Министром промышленной и транспортной политики Республики Северная Осетия-Алания.
24 декабря 2015 года единогласно избран Главой администрации местного самоуправления г. Владикавказа.
Являлся депутатом Парламента Республики Северная Осетия — Алания 2, 3, 4, 5-го созывов.
Член партии «Единая Россия».
Имеет Благодарность Министерства энергетики России, звание «Заслуженный работник промышленности», награждён Почетными грамотами РАО «ЕЭС России», Почетной грамотой Республики Северная Осетия — Алания.
Награждён медалью ««В ознаменование 10-летия Победы в Отечественной войне народа Южной Осетии» (21 августа 2018 года, Южная Осетия) за вклад в развитие и укрепление дружественных отношений между народами и в связи с празднованием 10-й годовщины признания Российской Федерацией Республики Южная Осетия в качестве суверенного и независимого государства.
Воспитывает троих детей.